# Fritz W. Scharpf
Fritz Wilhelm Scharpf (* 12. Februar 1935 in Schwäbisch Hall) ist ein deutscher Rechts- und Politikwissenschaftler und langjähriger Direktor des Kölner Max-Planck-Instituts für Gesellschaftsforschung.

## Leben
Fritz W. Scharpf ist der Sohn von Gärtnermeister Ernst Gotthilf Scharpf und Lina Scharpf, geborene Weik. Er hat drei jüngere Geschwister: Dorothea (Dore) Scharpf, Hans-Christof Scharpf und Martin Scharpf. Fritz W. Scharpf wuchs in der elterlichen Gärtnerei in Hessental bei Schwäbisch Hall auf. Dort besuchte er das Gymnasium bei St. Michael Schwäbisch Hall.
Nach seiner Ausbildung studierte Scharpf von 1954 bis 1959 Rechtswissenschaft und Politische Wissenschaft an den Universitäten Tübingen und Freiburg. 1955/56 studierte er als Fulbright-Stipendiat Politikwissenschaft an der Yale-Universität  1959 legte er an der Universität Freiburg das erste Juristische Staatsexamen ab. Von 1959 bis 1964 leistete er dort sein Referendariat; unterbrochen von einem Studium an der Yale Law School 1960/61, das er mit dem Master of Laws abschloss. 1964 legte er das zweite Juristische Staatsexamen ab und wurde 1964 bei Arnold Bergstraesser und Horst Ehmke an der Universität Freiburg promoviert.
Von 1964 bis 1966 war Scharpf als Assistant Professor of Law an der Yale Law School tätig; 1965 zudem als Visiting Assistant Professor an der Law School der Universität Chicago. 1966 bis 1968 erhielt er ein Habilitationsstipendium der Deutschen Forschungsgemeinschaft an der Universität Freiburg. 1968 wurde er Ordinarius für Politikwissenschaft an der Universität Konstanz, um hier einen interdisziplinären sozialwissenschaftlichen Studiengang aufzubauen. Scharpf war Mitglied der Projektgruppe Regierungs- und Verwaltungsreform, die u. a. Vorschläge für eine Reorganisation der Bundesregierung, inklusive einer Neuordnung der Geschäftsbereiche der Bundesministerien, erarbeiten sollte. Von 1973 bis 1984 war Scharpf Direktor des Internationalen Instituts für Management und Verwaltung am Wissenschaftszentrum Berlin, wo er von 1984 bis 1986 auch eine Forschungsprofessur innehatte. Von 1986 zu seiner Emeritierung 2003 war er Direktor des Max-Planck-Instituts für Gesellschaftsforschung. Zwischenzeitlich nahm er Gastprofessuren und Forschungsaufenthalte in Stanford, USA (1987), Florenz (1995 und 1999) und Paris (2001) an.
Scharpf prägte u. a. die Begriffe Politikverflechtung sowie Negativ- und Positivkoordination.

## Preise und Würdigungen
1989 wurde Scharpf zum ordentlichen Mitglied der Academia Europaea gewählt.
1999 wurde er zum Ehrenmitglied (Fellow) der British Academy berufen.
2000 erhielt er den Johan-Skytte-Preis für die beachtenswertesten Errungenschaften auf dem Gebiet der Politikwissenschaft.
2001 wurde er Ehrenmitglied der Society for the Advancement of Socio-Economics (SASE) und 2002 Ehrenmitglied der American Academy of Arts and Sciences.
2003 wurde ihm die Ehrendoktorwürde der Humboldt-Universität Berlin verliehen.
2004 wurde ihm der Verdienstorden der Bundesrepublik Deutschland – Großes Verdienstkreuz – verliehen.
2007 erhielt er den Wissenschaftspreis: Forschung zwischen Grundlagen und Anwendungen sowie den Lifetime Contribution Award in Europawissenschaften der European Union Studies Association (EUSA).
2008 wurde ihm die Ehrendoktorwürde des Europäischen Hochschulinstituts Florenz verliehen.
2024 wurde er erster Preisträger des Lebenswerkpreis der DVPW.

## Forschungsgebiete und Werke
Während seiner langjährigen Forschungsarbeit setzte sich Scharpf mehrere Forschungsschwerpunkte, die sich in sieben Kernaspekte gliedern lassen. Neben seinen vergleichenden Untersuchungen zu der politischen Ökonomie von Wohlfahrtsstaaten, zu der politischen Ökonomie von Inflation und Arbeitslosigkeit in Westeuropa und zur Krisenpolitik sozialdemokratischer Länder in den 70er Jahren, widmete er sich auch dem deutschen Föderalismus, der Politikverflechtung zwischen Bund, Ländern und Kommunen, der europäischen Integration und den Organisationsproblemen und Entscheidungsprozessen in der Ministerialverwaltung. Außerdem stellte er Forschungen an, inwieweit die Spieltheorie in der empirischen sozialwissenschaftlichen Forschung anwendbar ist.
Eine seiner wichtigsten Publikationen ist das doppelbändige Werk Welfare and Work in the Open Economy (zusammen mit Vivien Schmidt), das 2000 bei Oxford University Press erschienen ist. Darin präsentiert Scharpf die Ergebnisse seines empirischen Projektes „Nationale Beschäftigungs- und Sozialsysteme unter den Bedingungen der ökonomischen Internationalisierung“, das sich auf die Frage konzentriert, inwieweit es hoch entwickelten Sozialstaaten gelingt, sich den Herausforderungen der ökonomischen Globalisierung anzupassen. In dieser Vergleichsstudie wurden die Erfolge und Misserfolge in der Beschäftigungs- und Sozialpolitik von zwölf Industriestaaten (u. a. Deutschland, Frankreich, Großbritannien und die Schweiz) während der letzten drei Jahrzehnte untersucht. Dabei stellte Scharpf fest, dass die niedrige Beschäftigungsquote in den Dienstleistungsbereichen Bildung, Gesundheit, Haushalt und Freizeit, die lokal angeboten und konsumiert werden können, das Defizit Deutschlands schlechthin ist.
Seinem Forschungsschwerpunkt der politischen Ökonomie von Wohlfahrtsstaaten widmet Scharpf sich ebenfalls in dem Aufsatz The Viability of Advanced Welfare States in the International Economy: Vulnerabilities and Options (2000). Darin geht er besonders auf den starken externen Anpassungsdruck ein, der auf Wohlfahrtsstaaten einwirkt. Durch die Liberalisierung der Finanzmärkte und der Märkte für Güter und Dienstleistungen seien sowohl Kapital als auch Unternehmen mobil geworden. Das bedeute für die Wohlfahrtsstaaten, dass sie gezwungen seien, ihre Steuern zu senken und Sozialstandards abzubauen, um so Abwanderungen von Unternehmen ins Ausland zu verhindern.
Eine Verschärfung des internationalen Drucks auf die nationalen Wohlfahrtsstaaten sei durch das Vordringen europäischer Vereinbarungen, wie beispielsweise das europäische Wettbewerbsrecht, in den Bereich wohlfahrtsstaatlicher Dienste entstanden. Durch die Währungs- und Wirtschaftsunion, die allen teilnehmenden Ländern durch den Stabilitäts- und Wachstumspakt eine Neuverschuldung von maximal 3 % des Bruttoinlandsproduktes vorschreibt, seien die Mitgliedsstaaten außerdem in ihrem finanziellen Freiraum bei der Finanzierung des Wohlfahrtsstaates eingeschränkt.
Sein 1999 erschienenes Werk Governing in Europe: effective or democratic? beschäftigt sich mit einer Fehleranalyse der europäischen Politik. Scharpf stellt dabei Lösungsansätze für eine effektivere und demokratischere Politik innerhalb der EU vor. In den Mittelpunkt rückt hierbei die mangelnde Legitimität und Problemlösungsfähigkeit der europäischen Herrschaftsstrukturen.
Scharpf stellt die These auf, dass Europa noch weit von einer politisch belastbaren, kollektiven Identität entfernt ist. Die Entstehung des gemeinsamen Binnenmarktes und die Währungsunion seien zwar als Erfolge zu werten, doch bei Entscheidungen, die die Beschäftigungs-, die Sozial- oder die Bildungspolitik betreffen seien Mehrheitsentscheidungen noch nicht möglich. Die EU-Bürger könnten sich noch nicht mit der Europäischen Union identifizieren und müssten erst eine kollektive Identität entwickeln, bevor die supranationalen Institutionen die nationalen Regierungen wirksam entlasten könnten.
In Politikverflechtung: Theorie und Empirie des kooperativen Föderalismus in der BRD (1976) zeigt Scharpf, wie ausgeprägt die Verflechtung der Politikebenen im bundesdeutschen Föderalismus ist. Darin prägt er den Begriff Politikverflechtung für ein politisches System, in dem alle wesentlichen politischen Entscheidungen nur im Verbund der verschiedenen Systemebenen getroffen werden können. Öffentliche Aufgaben können meist nicht autonom getrennt von den Zentral- und Gliedstaaten wahrgenommen werden, sondern sind nur durch Zusammenarbeit ausführbar. Dabei kommt es zu Verhandlungen zwischen den beteiligten Akteuren.
Im Sinne einer Mehrebenen-Verflechtung kommt es zu einer Kooperation zwischen Bund und Ländern, Ländern untereinander und zwischen EU, Bund, Ländern und Kommunen.
Die starke Verflechtung beeinträchtigt die Handlungsfähigkeit der BRD, da langwierige Aushandlungsprozesse notwendig werden. Ein Entkommen aus der „Politikverflechtungsfalle“ ist laut Scharpf nur schwer möglich. Die Versuche der Entflechtung oder der Länderneugliederung sind bisher stets gescheitert.
Optionen des Föderalismus in Deutschland und Europa (1994) ist ein Sammelband von diversen Aufsätzen  zum deutschen und europäischen Föderalismus. Scharpf stellt darin Lösungsansätze für eine Reform des Föderalismus auf beiden Ebenen vor und versucht, die beobachteten Defizite in Deutschland und auf europäischer Ebene zu erklären. Seine zentrale These läuft hierbei ebenfalls auf die „Politikverflechtungsfalle“ hinaus.

## Publikationen (Auswahl)
- Demokratietheorie zwischen Utopie und Anpassung, Konstanz: Universitätsverlag (1970)
- Planung als politischer Prozess. Aufsätze zur Theorie der planenden Demokratie, Frankfurt: Suhrkamp (1973). ISBN 3-518-06382-0
- Politikverflechtung: Theorie und Empirie des kooperativen Föderalismus der Bundesrepublik (mit Reissert/Schnabel), Scriptor (1976)
- Sozialdemokratische Krisenpolitik in Europa, Frankfurt: Campus (1987)
- Optionen des Föderalismus in Deutschland und Europa, Frankfurt: Campus (1994)
- Games Real Actors Play. Actor-Centered Institutionalism in Policy Research, Boulder, Colorado: Westview Press (1997)
- Governing in Europe: effective or democratic? Oxford: Oxford University Press (1999)
- Welfare and Work in the Open Economy, Oxford: Oxford University Press (2000)
- The Viability of Advances Welfare states in the International Economy: Vulnerabilities and Options, Journal of European Public Policy 7 (2) (2000)
- als Herausgeber: Karlheinz Bentele, Renate Faerber-Husemann, Fritz W. Scharpf, Peer Steinbrück (Hgg): Metamorphosen. Annäherungen an einen vielseitigen Freund. Für Horst Ehmke zum Achtzigsten, Bonn, Dietz 2007, ISBN 978-3-8012-0375-7.